# Arnaldo Bocelli
Arnaldo Bocelli (Roma, 1º aprile 1900 – Roma, 29 novembre 1974) è stato un critico letterario, giornalista e italianista italiano.

## Biografia
Arnaldo Bocelli nacque a Roma il 1º giugno 1900 da una famiglia di origine parmense molto conosciuta: figlio di Ferruccio, che era un funzionario presso il ministero delle Poste e da Almerina Farina. Etevoldo, nonno di Arnaldo, aveva partecipato alla causa del Risorgimento e nel 1850, fu costretto dalla polizia a chiudere la propria farmacia a Colorno, poiché ritenuta il ritrovo dei liberali, ed abbandonò la città. Vi fece ritorno per organizzare un gruppo di armati con i quali entrò a Parma, dopo la fuga della duchessa Luisa Maria. Lo zio paterno, Alberto Italo, era stato un garibaldino ed anche lui farmacista a Colorno.
Protagonista della cultura italiana del XX secolo, esordì nel 1928 settimanale "Il Tricolore", dedicato ai "fatti e notizie da tutto il mondo a Roma madre dei popoli", sul mensile "La lucerna" (diretto da Ferruccio Guerrieri) e sulla "Bibliografia fascista" alla quale apporterà il suo contributo fino al 1930. Allo stesso tempo iniziò a collaborare per i periodici più diffusi del momento, come "Il Giornale di Genova", "Il Popolo di Trieste", "L'Unione Sarda", "Il Mezzogiorno di Napoli", e sporadicamente su "L'Italia letteraria".
Fu invitato da Antonio Baldini a condurre la rubrica letteraria della "Nuova Antologia" e poco dopo gli fu affidato l'incarico di redattore dell'Enciclopedia Italiana Treccani; in seguito divenne direttore della collana editoriale « Nuova Biblioteca Italiana ».
Dopo la seconda guerra mondiale iniziò la collaborazione con molti giornali e, in particolar modo, con "Il Mondo" e in seguito con "La Stampa".
Dal 1947 al 1953, mentre lavorava alla stesura dell'"Almanacco letterario Bompiani" , diede inizio a una serie di trasmissioni alla RAI che trattavano della letteratura italiana dalle origini a oggi, che però non furono mai raccolte in un volume.
Morì nel 1974 all'età di 74 anni a seguito di complicazioni cardiache.
La cospicua biblioteca personale del critico, che comprendeva più di diecimila libri, fu acquisita dalla Biblioteca Angelica di Roma nel 1974, in seguito a lascito testamentario; e i numerosi carteggi con le persone di maggior spicco di quel periodo furono affidati alla poetessa Biagia Marniti che in seguito li donò all'Angelica e che ora fanno parte di un Archivio con fondo speciale.

## Opere
- La letteratura italiana nell'ultimo decennio, in « Scuola e cultura, Annali dell'istruzione media », sett.-nov. 1932.
- Dal D'Annunzio agli ermetici, Roma, 1947.
- Canti di Giacomo Leopardi, ib., 1947.
- Poesie scelte di Arturo Onofri, ib., 1947.
- Dal D'Annunzio al neorealismo, ib., 1954.
- Arnaldo Bocelli, Aspetti del romanzo italiano dell'800 (dal Manzoni al Verga), Collana: ERI classe unica, 45, Torino, ERI, 1956,  p. 78.
- Arnaldo Bocelli, I prosatori: dalla narrativa tradizionale alle nuove esperienze liriche, Firenze, Sansoni, 1957,  pp. 310-324.
- Arnaldo Bocelli, Giaime Pintor e la letteratura della Resistenza, Collana: Lo smeraldo, 9, Caltanissetta - Roma, Salvatore Sciascia, 1958,  p. 53.
- Letteratura del Novecento, Caltanissetta - Roma, Salvatore Sciascia ed., 1977 (2ª ed. accresc.)